# 사세보역
사세보역(일본어: 佐世保駅)은 나가사키현 사세보시 미우라 정에 있는, 큐슈여객철도(JR 큐슈)/마쓰우라 철도의 역이다.

## 개요
나가사키현 북부의 주요 도시인 사세보시의 중심역이며, JR 큐슈의 사세보 선과 마쓰우라 철도의 니시큐슈 선 2개 노선이 운행하고 있다. 니시큐슈 선은 한 때의 마쓰우라 선으로 국철・JR 큐슈가 관할하고 있었지만, 1988년 4월 1일에 마쓰우라 선은 마쓰우라 철도로 전환되어 노선명도 니시큐슈 선이 되었다. 동시에 이 역은 JR 그룹내 최서단의 역이 되었다. 사세보 시는 인구에서는 나가사키 현 제 2의 자치체이지만, 이 역의 이용자수는 나가사키역, 이사하야역에 이어 현내에서는 3위가 되고 있다.
JR 사세보 선과 마쓰우라 철도 니시큐슈 선 쌍방의 종점이며, 양 노선 모든 열차가 당 역 시발・종점으로 운행되고 있지만, 마쓰우라 철도의 열차가 1왕복만 니시큐슈 선으로부터 JR 사세보 선에 직통해 하이키역까지 운행하고 있다. 또, 하이키 역을 기점으로 하는 오무라 선의 열차도 대부분이 당역 시발・종점이 되어 이용 가능하다.

## 역사
- 1898년(메이지 31년) 1월 20일-규슈 철도의 역으로서 개업.
- 1907년 7월 1일-규슈 철도가 국유화. 동시에 이 역은 국유 철도의 최서단 역이 된다.
- 1909년(메이지 42년) 10월 12일-국유 철도 선로 명칭 제정에 의해, 하이키역-사세보간에 사세보 선이라는 명칭이 붙여져 이 역은 사세보 선의 종점이 된다.
- 1934년(쇼와 9년) 12월 1일-나가사키 본선이 현행의 히젠카시마역 경유의 루트로 변경에 따라, 구 루트 중 히젠야마구치 역-하이키 역간을 사세보 선에 편입.
- 1935년 11월 9일-사세보 선이 기타사세보 역까지 연장. 이것에 의해 이 역은 사세보 선의 중간역이 됨과 동시에, 국유 철도 최서단 역의 자리도 잃게 되었다.
- 1937년 8월 25일-철근 콘크리트조 2층 건물의 역사로 개축, 준공. 이 역사는 전쟁 때도 큰 피해 없이 고가화 전까지 사용되었다. 역사의 위치는 현 역사 동쪽 출입구(국도 35호선)의 하이키 방면 약 50m 정도의 곳. 현재는 동쪽 출입구 역전 광장이 되고 있다.
- 1943년 8월 30일-사세보 선의 사세보-기타사세보 역간을 마쓰우라 선에 편입. 이것에 의해 이 역은 사세보선과 마쓰우라 선의 역이 되어, 양 선의 종점이 된다.
- 1985년 3월 14일-화물 영업을 폐지.
- 1987년 4월 1일-국철 분할 민영화에 의해 큐슈여객철도(JR 큐슈)의 역이 된다.
- 1988년(쇼와 63년) 4월 1일- JR 큐슈 마쓰우라 선이 마쓰우라 철도 니시큐슈 선으로 전환된다. 이것에 의해 국철・JR의 역으로서는 52년만에 최서단의 역으로 돌아온다.
- 2001년(헤세이 13년) 12월 26일-고가화. 신역사 완성.
- 2002년 3월 23일-이 역에서의 JR와 마쓰우라 철도의 직통 운전이 재개.
- 2006년 3월 18일-이 역에서의 JR와 마쓰우라 철도의 직통 운전을 중지.
- 2009년 3월 14일-이 역에서의 JR와 마쓰우라 철도의 직통 운전이 재개.
- 2010년 3월- JR 개찰구에 자동 개찰기를 설치.

### 구조
JR・마쓰우라 철도의 양 회사 일체의 고가 역사이며, 고가 하부는 역사・중앙 광장이 되어 있다. 국도측은 「동쪽 출입구」, 사세보 항측은 「미나토구치」가 되고 있어 동쪽 출입구측 왼쪽이 JR 큐슈의 역, 오른쪽이 마쓰우라 철도의 역이 되고 있다. JR 큐슈, 마쓰우라 철도 둘 다 직영역으로 자동 매표기를 갖추고 있다.
JR 큐슈의 창구는 고가 하부에 있어 녹색 창구, 자동 개찰기를 갖추고 있다. 또한 마쓰우라 철도는 이 역을 포함해 자동 개찰기는 일절 설치하지 않기 때문에, 이 역은 규슈 지방 최서단의 자동 개찰기 설치역이 된다. 마쓰우라 철도의 창구는 고가부(승강장)에 있어, 창구 옆에 자동 매표기가 있지만, 창구의 영업 시간 외에는 매표기는 사용할 수 없다. 또한 마쓰우라 철도는 종일 차내 정산으로, 승차시에는 정리권을 취해, 하차시에는 운임 또는 표와 교환에 정산 증명서를 기관사 또는 차장으로부터 받는다. 또 마쓰우라 철도에서는 나가사키 스마트 카드가 이용 가능하지만 역 구내에 대응 기기는 없고, 차내의 카드 리더에게 접촉하는 것으로 정산을 실시한다.
중앙 광장내에는 KIOSK나 훼미리마트 등의 매점, 사세보 관광 정보 센터 등이 있다. 동쪽 출입구측에는 사세보 버거 가게인 「로그 킷(ログキット)」도 있다.

## 승강장
JR 큐슈는 섬식 승강장 3면 6선, 마쓰우라 철도는 섬식 승강장 1면 2선을 가지고 있어 모두 동쪽 출입구측으로부터 미나토구치 측을 향해 1번 승강장~6번 승강장(JR 큐슈) 또는 2번 승강장(마쓰우라 철도)까지 부번되고 있다. JR 큐슈의 승강장은 개찰구에서 계속되는 연락 통로로 각각 연결되고 있으며, 마쓰우라 철도의 승강장에는 중앙 광장으로부터 직접 계단 또는 에스컬레이터에 의해서 왕래한다. JR 큐슈의 승강장에는 각각 에스컬레이터와 엘리베이터가 갖춰져 있다.
JR 1・2번 승강장과 마쓰우라 철도의 승강장은 일체로 되어 있어 경계부에 마쓰우라 철도 관리의 연락 개찰이 있다. JR 2번 승강장은 사세보 선과 니시큐슈 선의 직통이 가능하기 때문에, 직통 열차는 이 곳을 사용한다.
| 승강장        | 노선                        | 행선지                                                              | 비고                                           |
| ------------- | --------------------------- | ------------------------------------------------------------------- | ---------------------------------------------- |
| JR 큐슈       |                             |                                                                     |                                                |
| 1・2 5・6     | ■사세보 선                  | 하이키・아리타・고호쿠・도스 방면                                   | 일부는 3번 승강장에서 발차                     |
| 1・2 5・6     | ■오무라 선                  | 하이키・하우스텐보스・오무라・이사하야・나가사키 방면               | 일부는 4번 승강장에서 발차                     |
| 3・4          | ■사세보 선 (특급「미도리」) | 사가・신토스・하카타 방면                                           |                                                |
| 마쓰우라 철도 |                             |                                                                     |                                                |
| 1・2          | ■니시큐슈 선                | 사자・다비라히라도구치・마쓰우라・이마리・ (이마리 환승)아리타 방면 | 쾌속·사세보 선 직통 열차는 2번 승강장에서 발차 |

완전하게 고가화 된 2001년 이후 승강장은 다음과 같이 이용되고 있지만, 당시는 「미도리」가 이 역에서 1시간 가까이 체류하는 다이어였기 때문에, JR 3・4번 승강장에서 발차하는 보통・쾌속 열차는 「미도리」의 상행 최종 열차가 발차하고 나서의 것에 한정되어 있었다. 2011년 3월의 다이어 개정으로 「미도리」의 체류 시간이 약 20분으로 단축된 것으로 평시에 3・4번 승강장을 사용하는 보통・쾌속도 약간 설정되었지만, 기본적인 승강장의 용도는 변함없다. 또 열차 개수의 비해 승강장이 많기 때문에 6번 승강장에서 발차하는 열차는 아침・저녁의 합계 3개만으로, 임시 열차가 운행되는 경우는 6번 승강장을 유치선으로 하는 일이 있다.
「미도리」는 이 역 발차 시점에서는 좌석의 방향이 진행 방향과 역방향으로 되어 있지만, 이것은 다음의 정차역인 하이키역에서 진행 방향을 바꾸기 때문이다.

## 역 주변

### 동쪽 출입구
- 국도 제35호선
- 프레스타 SASEBO
- JR 큐슈 사세보 빌딩
- S-PLAZA
- 사세보 교통 센터 빌딩
- 사이히 버스 사세보 버스 센터

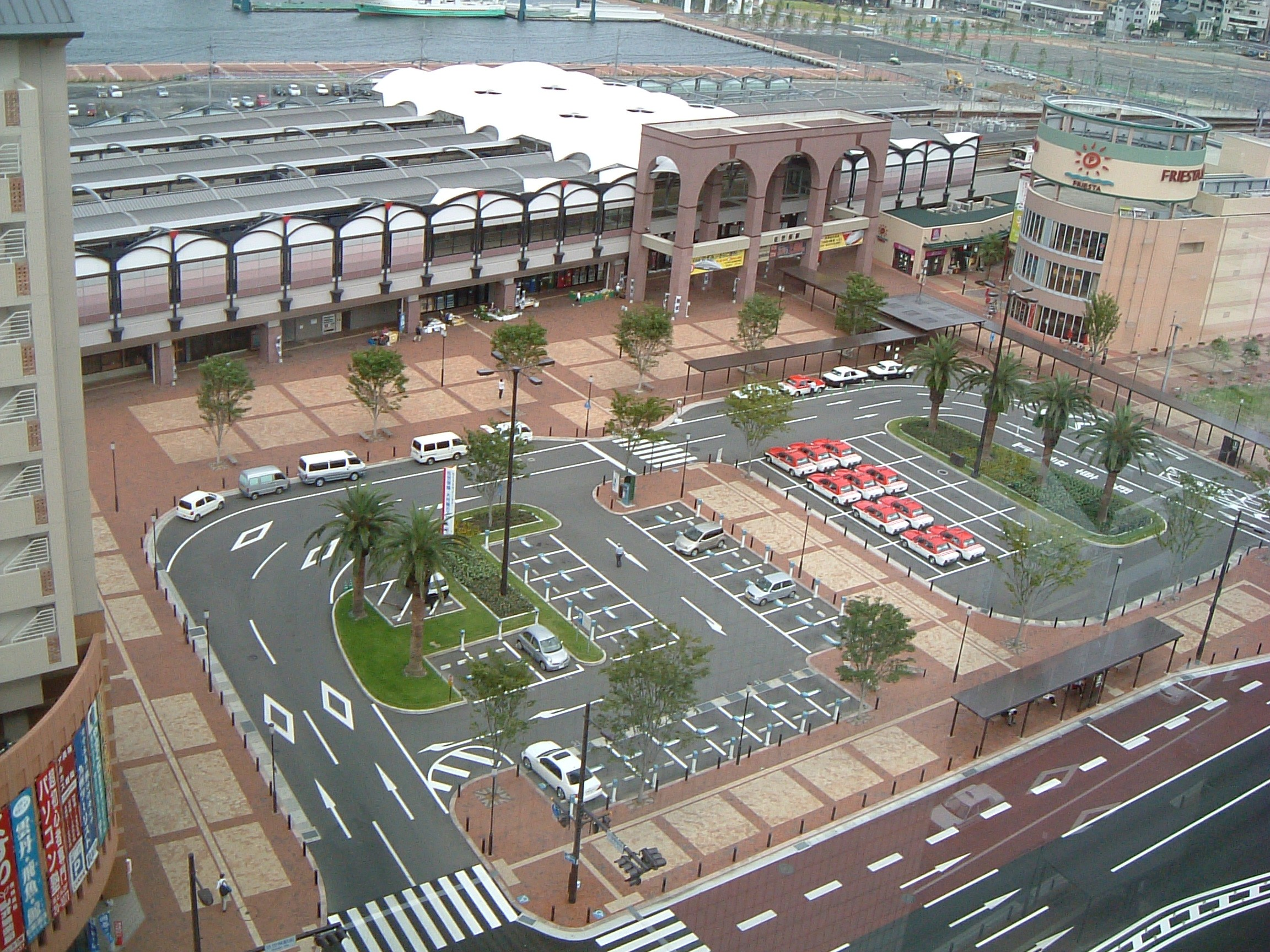
동쪽 출입구 상공에서 본 사세보 역

- 사세보 시영 버스 사세보 역전 버스 터미널
- 사세보 역전 우체국
- 미우라 정 교회
- 알카스 SASEBO

### 미나토구치

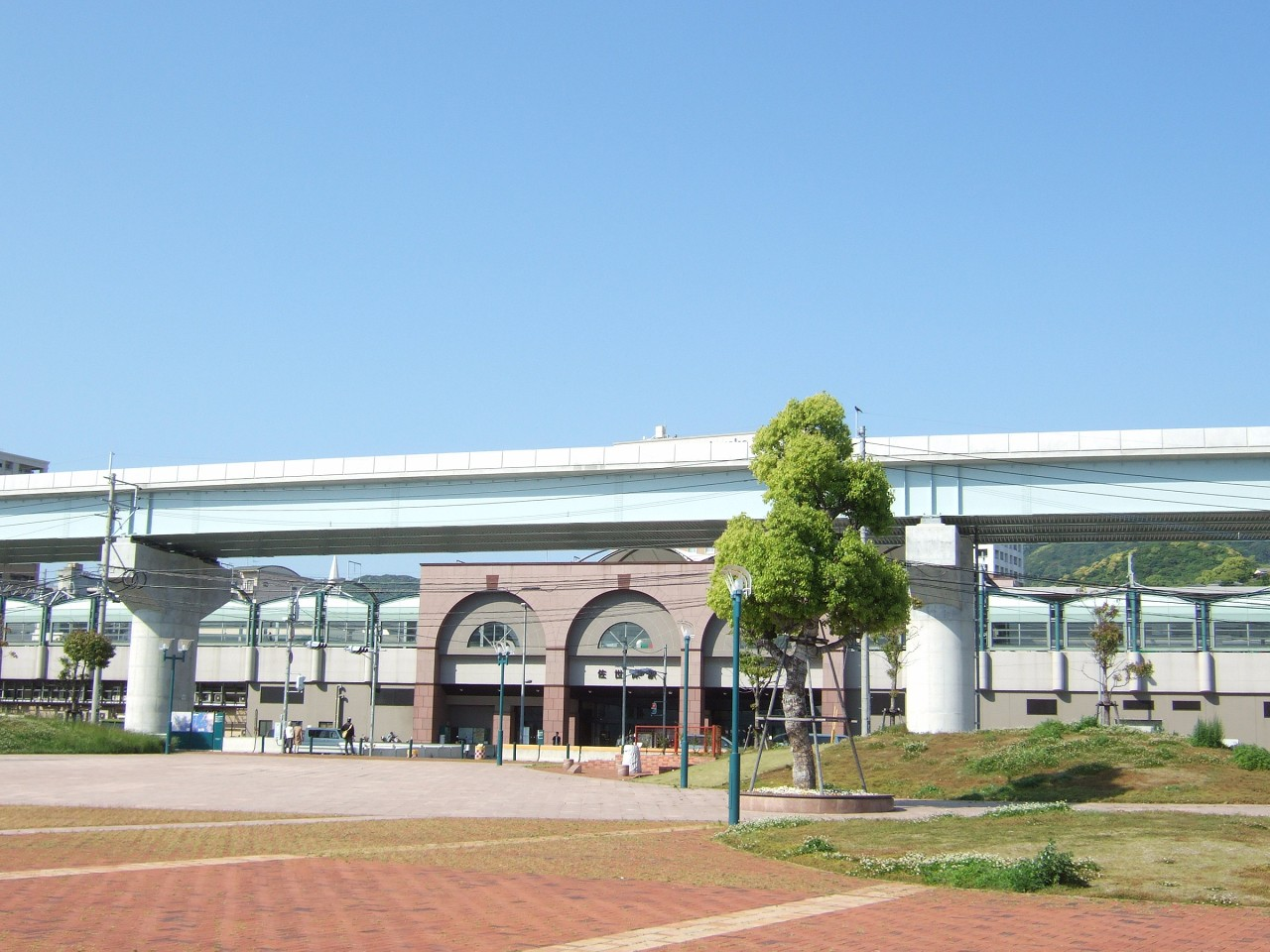
미나토구치 역사

- 사세보 항
- 사세보 오번가
- 사세보 시 중앙 도매시장
- 해상자위대 사세보 경비대
- 사세보 경륜장